# Пахачі
Пахачі́ (рос. Пахачи) — село, у минулому смт, в Олюторському районі Камчатського краю, Росія. До 1 липня 2007 року перебувало у складі Корякського автономного округу Камчатської області.
Населення становить 486 осіб (2009).

Розташування села

Село розташоване на північному березі Олюторської затоки, у гирлі річки Пахача, на піщаній косі, яка відокремлює річку від затоки. На сході розташований острів Сигнальний, який, разом з косою, відокремлює лиман Евекун від Олюторської затоки.

## Населення
| 1970 | 1979  | 1989  | 2002 | 2006 | 2010 | 2012 |
| ---- | ----- | ----- | ---- | ---- | ---- | ---- |
| 1374 | ↗1809 | ↗2487 | ↘628 | ↘557 | ↘483 | ↘457 |
| 2013 | 2014  | 2015  | 2016 | 2017 | 2018 |      |
| ↘441 | ↘435  | ↘410  | ↘388 | ↘366 | ↘360 |      |

## Фото
- Фотоальбом-1
- Фотоальбом-2

| Росія | Це незавершена стаття з географії Росії. Ви можете допомогти проєкту, виправивши або дописавши її. |